# Cikuya (Solear)
Cikuya is een bestuurslaag in het regentschap Tangerang van de provincie Banten, Indonesië. Cikuya telt 12.418 inwoners (volkstelling 2010).